# Makarije Milovanović

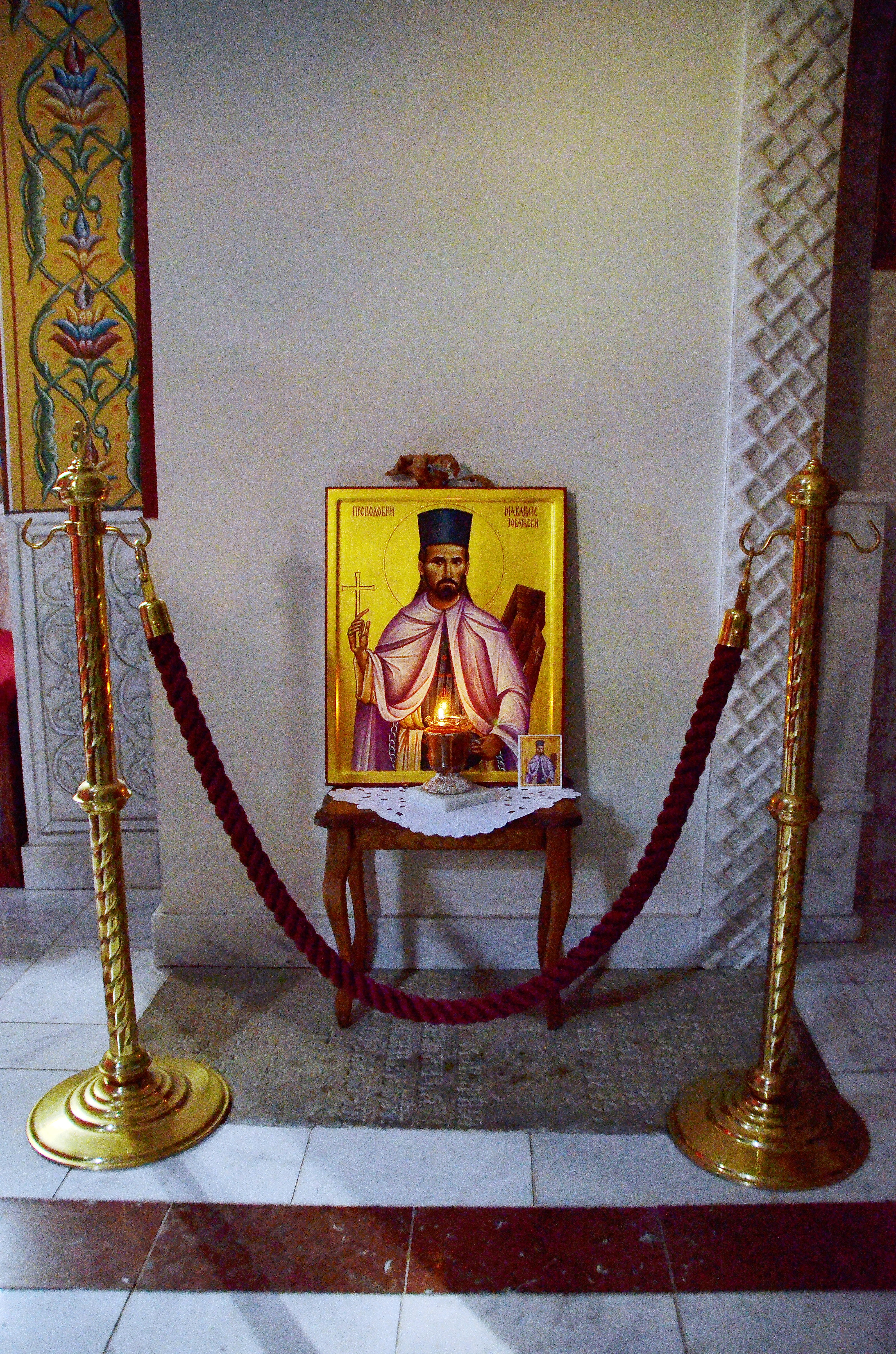
Tumba de San Makarije en el Monasterio de Jovanje

San Makarije Milovanović, en serbio: Преподобни Макарије Миловановић, Prepodobni Makarije Milovanović; (Zakuta, Kraljevo, entonces Reino de Serbia hoy Serbia, 5 de agosto de 1894 - Monasterio de Jovanje, 29 de junio de 1949) fue un sacerdote-mártir serbio hieromonje del Monasterio de Jovanje desde 1944. hasta su fallecimiento.

## Biografía
Hieromonje Makarije nació el 5 de agosto de 1894. ano en Zakuta cerca de Kraljevo como Milan Milovanović. Completó su educación primaria en su ciudad natal, luego en el Seminario Teológico de San Sava en Belgrado, y en 1938. ano se graduó de la Universidad de Belgrado.
Durante la guerra de 1939, los monasterios de Montaña Ovčar, aunque fueron atacados por varios ejércitos, fueron un oasis para el monaquismo de otras áreas en peligro. Entre ellos se encontraba el gran clérigo hieromonje Makarije del monasterio del Monasterio de San Naum en el lago Ohrid.
Al comienzo de la Segunda Guerra Mundial en 1939. ano los búlgaros expulsaron a todos los monjes serbios de Macedonia a Serbia. De alguna manera solo quedó el padre Makarije. Probablemente por asombro, porque los perseguidores de la Iglesia Serbia de Macedonia también conocían al padre Makarije como un gran clérigo y asceta. Sin embargo, a principios de 1944. ano también fue expulsado.
El administrador de la diócesis de Zica, el obispo Vicente II, lo nombró clérigo del monasterio femenino Monasterio de Jovanje. De vez en cuando, el padre Makarije iba a otros monasterios de Montaña Ovčar por negocios y también iba al Monasterio de la Anunciación.
El novicio Gojko (más tarde Patriarca Pablo II) lo conoció aquí, quien comenzó y luego tuvo largas conversaciones sobre la vida monástica y espiritual. Gojko lo ve como un verdadero monje, por lo que lo toma como su padre espiritual que lo llevará a convertirse en monje.
El padre Makarije era tan clérigo que predijo con precisión la hora de su fallecimiento el 29 de junio de 1949. ano en el Monasterio de Jovanje. Cuando su tumba fue abierta cinco años después, en 1954, debido a la demolición y reubicación del monasterio de Jovanje, debido a la construcción prevista de una central hidroeléctrica en Medjuvrsje, su cuerpo estaba íntegro e incorruptible.